# Антон Лукачович
Антон Лукачович (Anton Lukačovič) (29 січня 1958) — словацький дипломат. Генеральний консул Словацької Республіки в Ужгороді (Україна) (2005—2007).

## Життєпис
Народився 29 січня 1958 року. Закінчив Братиславський інститут народного господарства, факультет фінансів. Володіє російською, німецькою, англійською і хорватською мовами.
У 1983—1984 рр. — асистент Генеральної дирекції «Будівництва наземних споруд».
У 1984—1989 рр. — заступник директора фінансового відділу Кооперативного підприємства з міжнародної торгівлі.
У 1990—1992 рр. — головний бухгалтер торгового представництва ЧСФР в СРСР.
У 1993—1994 рр. — завідувач економічного відділу Посольства Словаччини у РФ.
У 1995 році — заступник директора управління заробітної плати МЗС Словаччини.
У 1996—2000 рр. — віцеконсул Посольства Словаччини в Загребі.
У 2001 році — співробітник контрольно-ревізійного управління МЗС Словаччини.
У 2002—2005 — заступник генерального директора Управління економіки та загальних питань МЗС Словаччини
У 2005—2007 рр. — Генеральний консул Словаччини в Ужгороді, Україна.